# Ziemiary
Ziemiary – wieś w Polsce położona w województwie łódzkim, w powiecie skierniewickim, w gminie Bolimów.
W latach 1975–1998 miejscowość administracyjnie należała do województwa skierniewickiego.